# Louis Prima
Louis Prima (7 decembrie 1910 – 24 august 1978) a fost un actor, cântăreț, compozitor și trompetist american.

## Legături externe
- Official Louis Prima website
- Louis Prima la Internet Movie Database
- Louis Prima Discography Arhivat în 11 octombrie 2010, la Wayback Machine.
- An Introduction to Louis Prima Arhivat în 23 septembrie 2013, la Wayback Machine. at This is Vintage Now

1. ↑  Autoritatea BnF, accesat în 10 octombrie 2015
2. ↑  CONOR.SI[*] Verificați valoarea |titlelink= (ajutor)